# Zaozjorsk
Zaozjorsk (rusky Заозёрск) je uzavřené město v Murmanské oblasti v Ruské federaci. Při sčítání lidu v roce 2010 měl přes jedenáct tisíc obyvatel.

## Poloha
Zaozjorsk leží na poloostrově Kola přibližně dva kilometry jihovýchodně od námořní základny Bolšaja Lopatka nacházející se na východním břehu zálivu Zapadnaja Lica, podzálivu Motovského zálivu Barentsova moře.
Od Murmansku, správního střediska oblasti, je Zaozjorsk vzdálen vzdušnou čarou přibližně 50 kilometrů na severozápad.

## Dějiny
Zaozjorsk byl založen v roce 1958 a původně byl znám pod kódovými označeními Severomorsk-7 (Североморск-7) a Murmansk-150 (Мурманск-150).